# Eric Murray (fútbol americano)
Eric Murray (Milwaukee, Wisconsin, 7 de enero de 1994) es un jugador profesional estadounidense de fútbol americano que se desempeña en la posición de safety en Houston Texans, equipo de la National Football League (NFL).

## Carrera
Fue seleccionado en la cuarta ronda en la Reunión Anual de Selección de Jugadores de la NFL de 2016. Hizo su debut profesional con el equipo Kansas City Chiefs, en el cual jugó tres temporadas (2016-2019), después pasó a Cleveland Browns (2019-2020), luego a Houston Texans, donde lleva jugando cuatro temporadas.